# 魏蔓
魏蔓（1984年9月5日—），台灣女演員。以自然活潑的個性與演技深受觀眾喜愛。

## 經歷
2006年，以模特身份出道演藝圈，並開始擔任髮型模特。
2008年，參加 MTV 台 VJ 甄選，入選後開始擔任《FUN音樂》和《MTV NEWS》兩檔節目的主持人。
2009年，開始演出電視劇、舞台劇及電影作品。

## 影視作品

### 電視劇／網路劇
| 年份   | 電視台                       | 劇名                   | 角色                 | 備註   |
| 2009年 | 中視／八大綜合台             | 《愛就宅一起》         | 羅莎莎               | 女配角 |
| 2009年 | 公視                         | 《十年過後－轉筆高手》 | 艾莉絲               | 女配角 |
| 2011年 | 華視／壹電視綜合台           | 《拜金女王》           | 郭曉倩               | 女配角 |
| 2011年 | 台視                         | 《田英雄》             | 羅培姿               | 女配角 |
| 2011年 | 痞客邦                       | 《萌的或然率》         | 蔡華（Mandy）        | 女配角 |
| 2012年 | MTV                          | 《PM10-AM03》          | 薇琪                 | 女配角 |
| 2012年 | 三立都會台／東森綜合台       | 《真愛趁現在》         | 何采蓉               | 女配角 |
| 2013年 | 台視／三立都會台／東森戲劇台 | 《回到愛以前》         | 徐海琳               | 女主角 |
| 2014年 | 民視／東森戲劇台             | 《真愛配方》           | 何恬恬               | 女配角 |
| 2014年 | 台視／三立都會台／東森戲劇台 | 《再說一次我願意》     | 舒芯葵/高芯葵        | 女主角 |
| 2015年 | 台視／三立都會台             | 《他看她的第2眼》      | 安希                 | 女主角 |
| 2016年 | 三立都會台／東森綜合台       | 《飛魚高校生》         | 何雨鰈               | 女主角 |
| 2017年 | 中視                         | 《櫻桃小丸子》         | 櫻幸子               | 女配角 |
| 2017年 | 台視／三立都會台             | 《噗通噗通我愛你》     | 喬佳恩/趙艾莉/金佳恩 | 女主角 |
| 2019年 | 台視／東森綜合台             | 《如果愛，重來》       | 童恩希               | 女配角 |
| 2019年 | 台視／東森綜合台             | 《愛情白皮書》         | 孟京京               | 女配角 |
| 2019年 | 東森戲劇台／myVideo          | 《美味滿閣》           | 方以茜               | 女主角 |
| 2021年 | 中華電信MOD/Hami Video       | 《都嘛是你的毛》       | 陳雨庭               | 女主角 |
| 2021年 | 三立都會台／華視             | 《三隻小豬的逆襲》     | 朱曉筠               | 女配角 |
| 2021年 | ViuTV／CATCHPLAY／HBO        | 《第三佈局 塵沙惑》    | 倩倩                 | 女配角 |
| 2021年 | ViuTV／八大戲劇台            | 《超感應學園》         | 王佳琪               | 女配角 |
| 2024年 | 大愛電視台                   | 《打怪任務》           | 劉怡秀               | 女配角 |
| 2024年 | 大愛電視台                   | 《血·拾人生》          | 李亞倪               | 女主角 |

### 舞台劇
| 年份 | 劇名                                  | 飾演   | 備註   |
| 2002 | 李國修舞台劇「北極之光」              | CoCo   | 女配角 |
| 2012 | 法藍瓷文創舞台劇首部曲-《淘氣小親親》 | 袁湘琴 | 女主角 |

### 電影
| 首播   | 片名               | 飾演        | 備註   |
| 2010年 | 《愛你一萬年》     | Vivian      | 女配角 |
| 2011年 | 《燃燒吧！歐吉桑》 | Jolin       | 女配角 |
| 2012年 | 《女孩壞壞》       | Jessica     | 女配角 |
| 2014年 | 《極光之愛》       | Coco        | 女配角 |
| 2016年 | 《湄公河行動》     | 方新武女友  | 女配角 |
| 2023年 | 《我的天堂城市》   | 小慈 Claire | 女配角 |
| 2024年 | 《好想和你在一起》 |             | 女配角 |
| 2024年 | 《》               |             | 女配角 |

### 音樂錄影帶
- 2006年 So What《當我們開始旅行》
- 2008年 周杰倫《蛇舞》
- 2009年 柯有倫《Sugar Lady》
- 2011年 五月天《諾亞方舟》
- 2012年 機動現場《為你而戰》
- 2012年《爸说 BASOL》
- 2015年 胡恩瑞《炒飯》
- 2015年 蔣卓嘉《預告》
- 2022年 So What《回到這裡》

## 电视节目

### 主持
| 年份   | 頻道       | 節目                           | 備註                                                           |
| 2008年 |            | 《MTV NEWS》                   | 主持人                                                         |
| 2008年 |            | 《MTV FUN音樂》                | 主持人                                                         |
| 2009年 |            | 《MTV 2009貢寮海洋音樂季》     | 主持人                                                         |
| 2010年 | 亞洲旅遊台 | 《發現地中海》                 | 主持人 (Ivy許嘉凌、林若亞、魏蔓)                               |
| 2012年 |            | 《蘋果娛樂新聞》               | 主持人 (接替至新加坡拍戲的王心如)                              |
| 2012年 |            | 《我愛男子漢》男子漢魅力爭霸戰 |                                                                |
| 2022年 | 東森綜合台 | 花甲少年趣旅行                 | 與黃仲崑、葉璦菱、李玉璽主持第一集。(製作人：映畫傳播、邱玉婷) |
| 2023年 | 三立都會台 | TopDog回家                     | 與胡宇威、李宣榕、任容萱、羅志祥、陳楚河一同主持               |

## 獎項紀錄
| 年份   | 頒獎典禮         | 獎項             | 節目                       | 結果 |
| ------ | ---------------- | ---------------- | -------------------------- | ---- |
| 2013年 | 第2屆華劇大賞    | 最佳催淚獎       | 與姚元浩《回到愛以前》     | 提名 |
| 2013年 | 第2屆華劇大賞    | 最佳螢幕情侶獎   | 與姚元浩《回到愛以前》     | 提名 |
| 2013年 | 第2屆華劇大賞    | 最佳接吻獎       | 與姚元浩《回到愛以前》     | 提名 |
| 2013年 | 第2屆華劇大賞    | 最佳女演員獎     | 《回到愛以前》             | 提名 |
| 2014年 | 第3屆華劇大賞    | 最佳女演員獎     | 《再說一次我願意》         | 提名 |
| 2015年 | 第4屆華劇大賞    | 最佳接吻獎       | 與劉以豪《他看她的第二眼》 | 提名 |
| 2015年 | 第4屆華劇大賞    | 最佳螢幕情侶獎   | 與劉以豪《他看她的第二眼》 | 提名 |
| 2015年 | 第4屆華劇大賞    | 最佳女演員獎     | 《他看她的第二眼》         | 提名 |
| 2016年 | 第5屆華劇大賞    | 最佳接吻獎       | 與王傳一《飛魚高校生》     | 提名 |
| 2016年 | 第5屆華劇大賞    | 最佳螢幕情侶獎   | 與王傳一《飛魚高校生》     | 提名 |
| 2016年 | 第5屆華劇大賞    | 最佳催淚獎       | 與王傳一《飛魚高校生》     | 提名 |
| 2016年 | 第5屆華劇大賞    | 最佳女演員獎     | 《飛魚高校生》             | 提名 |
| 2024年 | 第59屆節目金鐘獎 | 益智及實境節目獎 | 《TOP DOG回家》            | 提名 |